# اسدالله درویش امیری
اسدالله درویش امیری سیاست‌مدار اصلاح طلب و استاندار سابق زنجان در دولت یازدهم و دولت دوازدهم است او قبل از انتخاب به عنوان استاندار زنجان معاون امور مجلس، حقوقی و استانها سازمان میراث فرهنگی و گردشگری دولت یازدهم و وزارت آموزش و پرورش دردولت اصلاحات  بود. او سابقه خدمت استان‌های گیلان، سمنان،
مرکزی و کردستان را نیز دارد.